# BSディベート
BSディベート（ビーエス- ）は、2005年4月24日から2007年3月25日、あでNHK BS1で放送された討論番組である。

## 概要
社会的関心の高い問題について、賛成か反対か明確な対立軸も持った論者たちが議論する。

## 基礎情報
放送時間
- NHKBS1：日曜 22:10 - 24:00

キャスター
- 山口勝（2005年度）
- 渡邊あゆみ（2006年度）

リポーター
- 川手飛鳥

## 放送リスト
- 2005年4月24日 愛国心教育
- 2005年5月22日 どうする 財政再建
- 2005年6月19日 日韓の課題 いま語りたい
- 2005年7月31日 本格稼働から2年“住基ネット”はどうあるべきか
- 2005年9月25日 テロ対策 どこまで許容しますか
- 2005年10月30日 どうする紅白歌合戦
- 2005年11月27日 医療制度改革
- 2005年12月25日 M&A本格化 企業はどう対処すべきか
- 2006年1月29日 どこへ向かう プロ野球改革
- 2006年3月26日 どう見直す 国と地方の役割
- 2006年4月30日 義務教育をどう改革するのか
- 2006年5月28日 どうする 若者の雇用問題
- 2006年7月30日 どう進める 公務員制度改革
- 2006年8月27日 どうする 小学校の英語教育
- 2006年9月24日 “ゼロ金利解除”どうなる日本経済
- 2006年10月29日 介護と看護 外国人を受け入れるべきか
- 2006年11月26日 どうすれば教師の質を高められるか
- 2007年1月3日 日韓共同討論“どうする少子化”～アジアの未来を展望する
- 2007年2月25日 マグロ争奪 国際ルールをどう作るか
- 2007年3月25日 どこへ向かうプロ野球 進むグローバル化のなかで

## 関連番組
- BS討論
- インターネット ディベート
- BSディベートアワー
- 新BSディベート

| NHK BS1 討論番組   | NHK BS1 討論番組 | NHK BS1 討論番組 |
| 前番組             | 番組名           | 次番組           |
| ------------------ | ---------------- | ---------------- |
| BSディベートアワー | BSディベート     | 新BSディベート   |